# Burgstall Aigelsberg
Die Burg Aigelsberg ist eine abgegangene Höhenburg auf 570 m ü. NN im Ortsteil Steinbach der Gemeinde Niederwaldkirchen im Bezirk Rohrbach von Oberösterreich; die Burgreste befinden sich etwa 1,1 km nördlich der Burgruine Steinbach bzw. etwa 0,25 km nordwestlich des Anwesens Aigelsberger.

## Geschichte
Die Angaben über Aigelsberg sind spärlich und es ist auch unsicher, ob sie sich tatsächlich auf diesen Sitz beziehen: 
Es ist anzunehmen, dass die Aigelsberger die Erbauer der Burg waren. 1170 schenkte Kunigunde von Blankenburg (Planchenburch) ihren Besitz dem Kloster St. Nikola. 1322 war die Burg im Besitz eines During (Durich) von Aigelsberg, dieser scheint als Zeuge auf einer Urkunde Gundackers von Starhemberg auf. 1337 war Aigelsberg im Besitz des Heinrich IV., der wiederum ein Sohn Seibold I. von Schweinbach war. Dann kam Aigelsberg an dessen Sohn Thomas. Am 4. Mai 1367 sandte Fridreich der Swarcz sein freies Eigen "dacz gesäzz dacz Aygilsperge sampt dem Pawhof" den Brüdern Fridreich, Rudolf und Heinrich von Walsee auf und erhielt es als Lehen zurück.
Am 25. Juli 1387 lag Fridreich der Swarcz zu Aigelsperg mit Hainrich dem Stainpekch zu Stainpach in Fehde. Ein Hanns Ludmanstorffer zu Aigelsperg wird in einer Urkunde vom 1. Mai 1417 genannt, Johann Seyfrid Hager von Allentsteig auf Aigelsperg am 30. März 1671. 1339 war die Burg im Besitz des Jörg Aigelsberg, dem auch Schloss Zellhof gehörte. Er besaß auch verschiedene Güter in der Herrschaft Waxenberg, die er 1402 an Gundacker von Tannberg verkaufte. Ein Georg Aigelsberg übergibt 1418 mehrere Zehente in Linz; es gilt als der letzte seiner Familie.

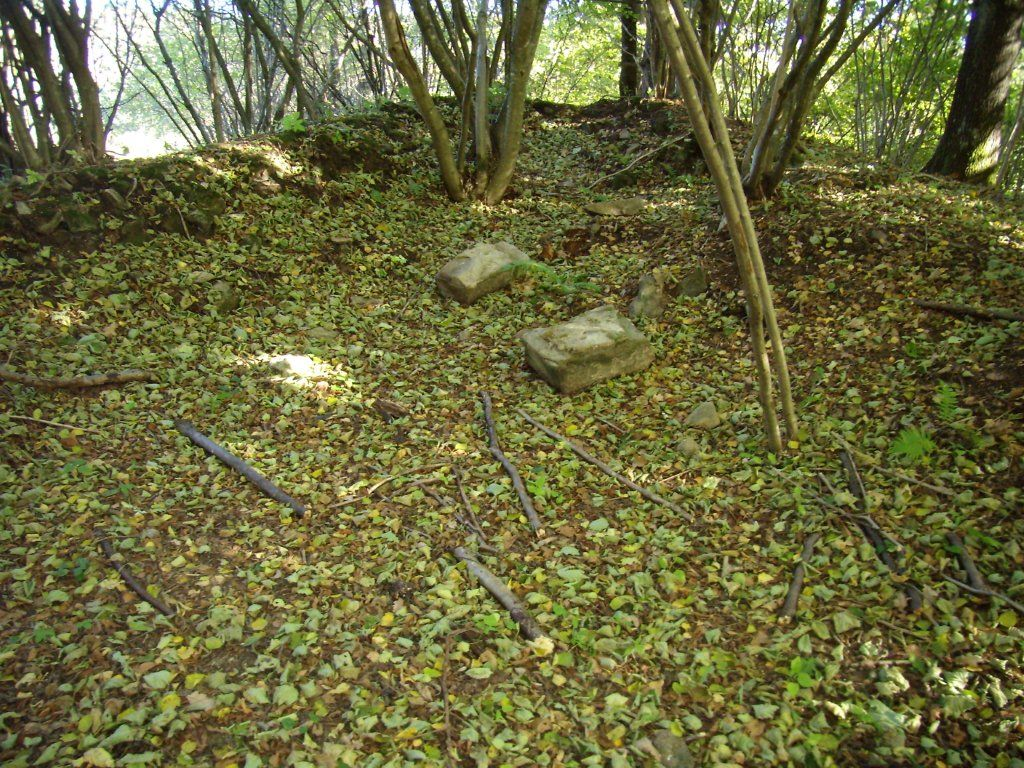
Burgstall Aigelsberg

## Burgruine Aigelsberg heute
Die Anlage stand auf einer hohen Leiten. Heute ist die Burgstelle von Bäumen und Gestrüpp überwachsen. In den 60er Jahren des vorigen Jahrhunderts war noch eine meterlange, niedrige Steinmauer an der Burgstelle zu sehen, wobei eine weitere Umfassungsmauer vor dieser lag. Heute liegen nur mehr spärliche Reste, vielleicht auch einige behauene Steine vor.
Zwar wurde behauptet, dass die Anlage 1956 komplett abgetragen, die Steine der Mauern zu Schotter gebrochen und für den Straßenbau verwendet worden seien. Aber etwa 0,2 km nordwestlich des Bauernhofes Aigelsberger ist heute noch die Substruktion des Sitzes Aigelsberg (Mauerreste, verstürzte Kelleranlagen) deutlich erkennbar.
Die Anlage ist nicht denkmalgeschützt.